# Kanton Le Petit-Quevilly
Kanton Le Petit-Quevilly (fr. Canton de Petit-Quevilly) je francouzský kanton v departementu Seine-Maritime v regionu Horní Normandie. Skládá se pouze z obce Le Petit-Quevilly.